# Huîtrier noir

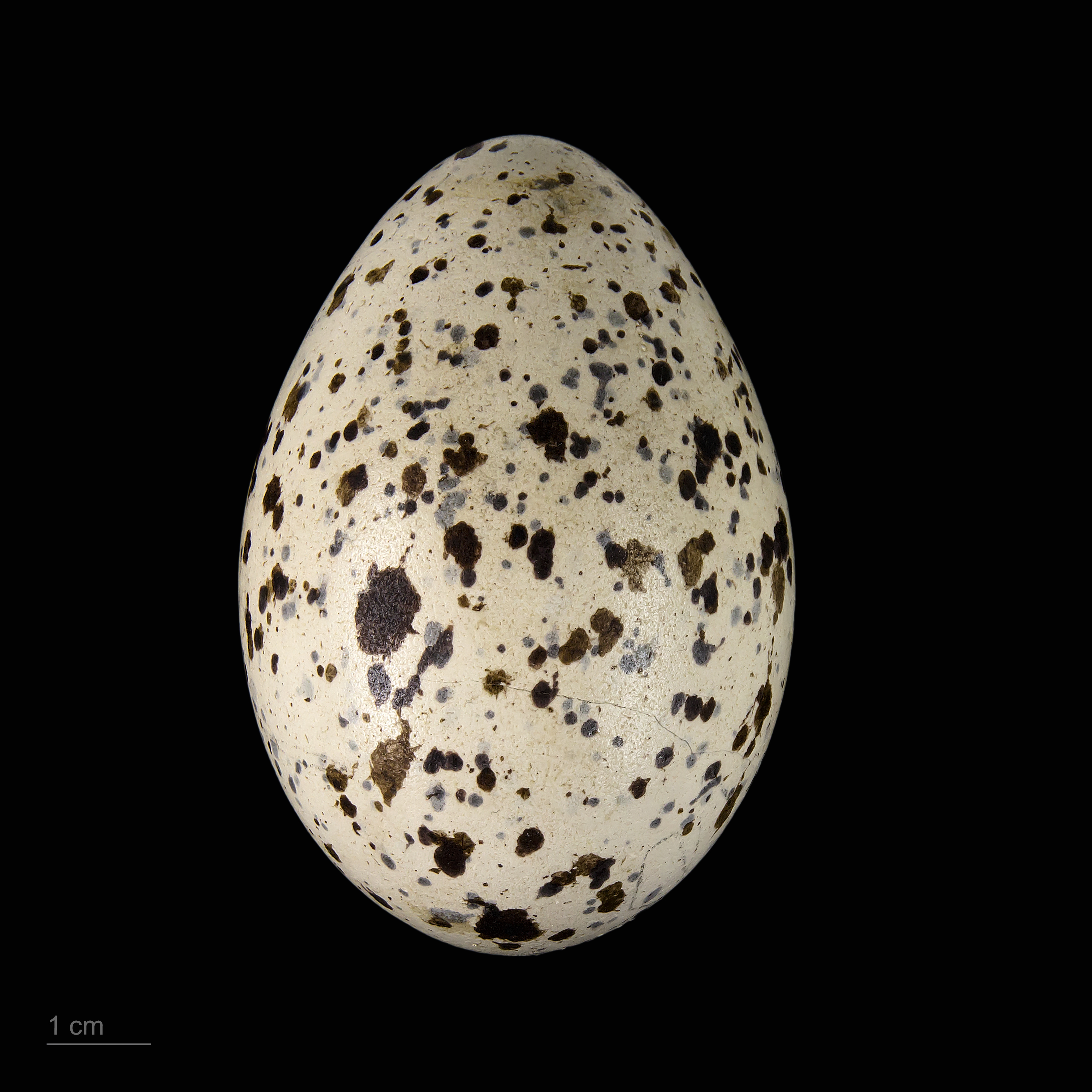
Œuf de Haematopus ater - Muséum de Toulouse

Haematopus ater
Espèce
Statut de conservation UICN

 LC  : Préoccupation mineure
L'Huîtrier noir (Haematopus ater) est une espèce d'oiseaux limicoles de la famille des Haematopodidae vivant sur une partie de la côte pacifique de l'Amérique du Sud.

## Description
Le plumage de cet huîtrier au corps massif est entièrement noir, brun foncé chez le juvénile. Son bec, rouge orangé assorti d'une pointe plus claire chez l'adulte, est plus court et plus fort que celui de l'huîtrier d'Amérique. Ses pattes sont rose pâle et ses yeux jaunes sont cerclés de rouge. Cette espèce n'est pas sans rappeler l'huîtrier de Bachman, présent sur la côte pacifique de l'Amérique du Nord.

## Habitat
Cette espèce est inféodée aux côtes rocheuses, rarement visible ailleurs sur le littoral.